# 9K38 Igla

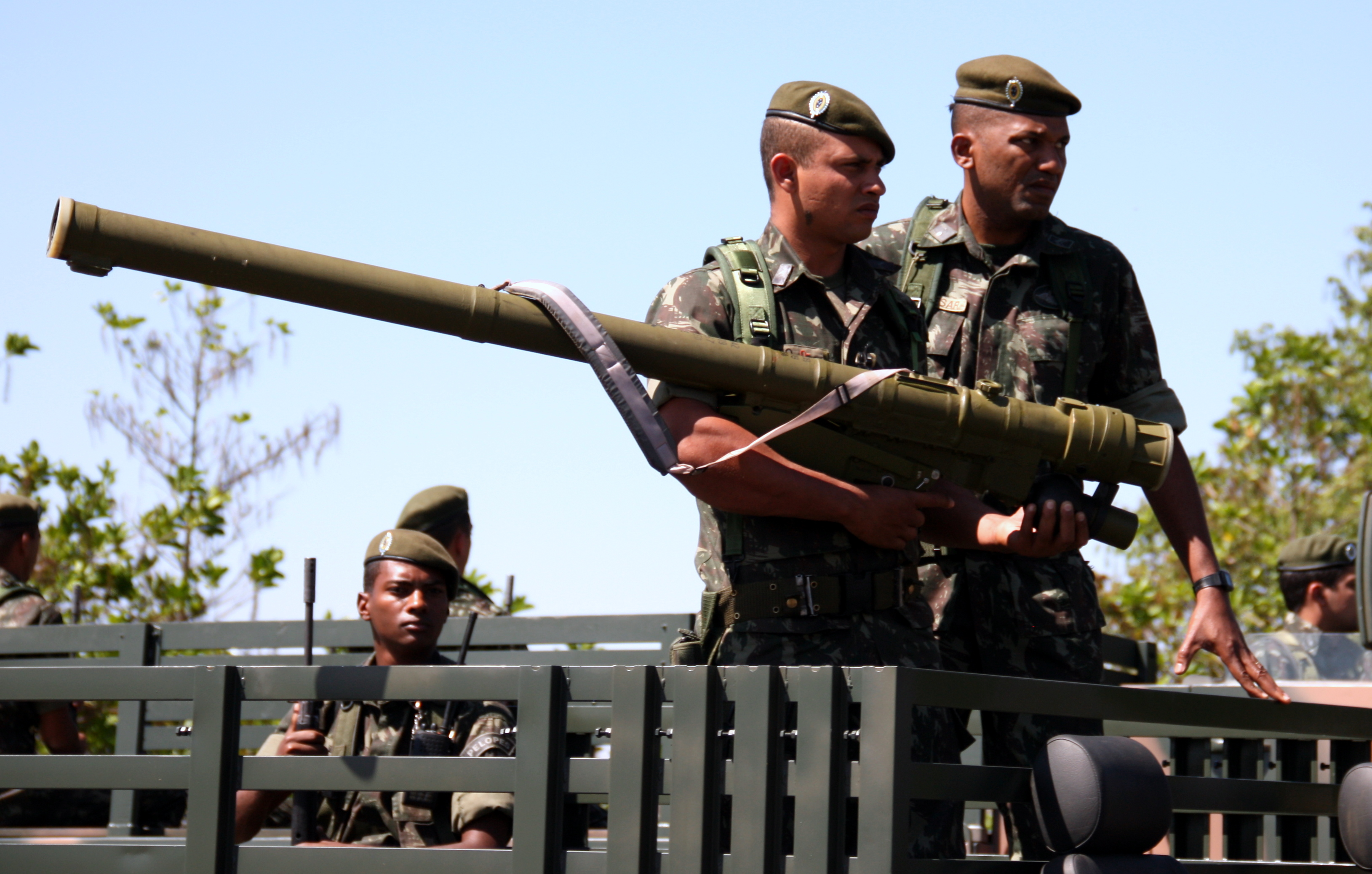
Um militar do Exército Brasileiro operando um Igla.

O 9K38 Igla (em russo:  Игла́, "agulha") é um sistema portátil de lançamento de mísseis terra-ar desenvolvido e produzido pela União Soviética e posteriormente pela Rússia. O departamento de defesa americano o designa SA-18, enquanto a designação da OTAN é Grouse.